# ليونيل جايلز
ليونيل جايلز (بالإنجليزية: Lionel Giles)‏ (و. 1875 – 1958 م) هو لغوي، وأمين مكتبة، وفيلسوف، ومترجم بريطاني، توفي عن عمر يناهز 83 عاماً.

## التعليم
تعلم في كلية وادهام (أكسفورد)
.